# Пальтерндорф-Доберманнсдорф
Пальтерндорф-Доберманнсдорф (нем. Palterndorf-Dobermannsdorf) — ярмарочная коммуна (нем. Marktgemeinde) в Австрии, в федеральной земле Нижняя Австрия.
Входит в состав округа Гензерндорф. Население составляет 1238 человек (на 31 декабря 2005 года). Занимает площадь 18,64 км². Официальный код — 30845.

## Политическая ситуация
Бургомистр коммуны — Херберт Новорадски (АНП) по результатам выборов 2005 года.
Совет представителей коммуны (нем. Gemeinderat) состоит из 19 мест.
- АНП занимает 13 мест.
- СДПА занимает 4 места.
- АПС занимает 2 места.